# جان برکستون هیکس
جان برکستون هیکس (انگلیسی: John Braxton Hicks؛ ‏ ۲۳ فوریهٔ ۱۸۲۳ – ۲۸ اوت ۱۸۹۷) پزشک متخصص زنان و زایمان اهل پادشاهی متحد بریتانیای کبیر و ایرلند بود. وی مدرک دکترای پزشکی خود را در سال ۱۸۵۱ از دانشگاه لندن گرفت و از سال ۱۸۶۲ همکار انجمن سلطنتی و از ۱۸۶۶ عضو کالج سلطنتی پزشکان شد. وی نخست در سال ۱۸۵۶ دستیار متخصص زایمان در بیمارستان گایز بود و بعد در سال ۱۸۸۸ پزشک متخصص زایمان در بیمارستان سنت ماری شد. او بود که نخستین بار در ۱۸۷۲ نوعی از انقباضات رحمی را توصیف کرد که منجر به زایمان نمی‌شوند و بعدها انقباضات برکستون هیکس نام گرفتند.